# Монсан (Мараньян)

Монсан на карте штата.

Монсан (порт. Monção) — муниципалитет в Бразилии, входит в штат Мараньян. Составная часть мезорегиона Север штата Мараньян. Входит в экономико-статистический микрорегион Байшада-Мараньенси. Население составляет 31 738 человек на 2010 год. Занимает площадь 1271,505 км². Плотность населения — 24,96 чел./км².

## Демография
Согласно сведениям, собранным в ходе переписи 2010 г. Национальным институтом географии и статистики (IBGE), население муниципалитета составляет:
| Полное население                               | Полное население                               | Полное население                               | Полное население                               | 31 738 |
| ---------------------------------------------- | ---------------------------------------------- | ---------------------------------------------- | ---------------------------------------------- | ------ |
| в том числе:                                   | Городское население                            | 11 759                                         | Процент городского населения, %                | 37,05  |
|                                                | Сельское население                             | 19 979                                         | Процент сельского населения, %                 | 62,95  |
|                                                | Мужское население                              | 16 191                                         | Процент мужского населения, %                  | 51,01  |
|                                                | Женское население                              | 15 547                                         | Процент женского населения, %                  | 48,99  |
| Плотность населения, чел/км²                   | Плотность населения, чел/км²                   | Плотность населения, чел/км²                   | Плотность населения, чел/км²                   | 24,96  |
| Население муниципалитета в % к населению штата | Население муниципалитета в % к населению штата | Население муниципалитета в % к населению штата | Население муниципалитета в % к населению штата | 0,48   |

По данным оценки 2016 года, население муниципалитета составляет 32 833 жителя.

## Статистика
- Валовой внутренний продукт на 2003 год составляет 31 145 964,00 реалов (данные: Бразильский институт географии и статистики).
- Валовой внутренний продукт на душу населения на 2003 год составляет 1183,54 реала (данные: Бразильский институт географии и статистики).
- Индекс развития человеческого потенциала на 2000 год составляет 0,564 (данные: Программа развития ООН).